# 奈月ひろ子
奈月ひろ子（なづき ひろこ、1942年8月10日 - ）は、日本の女優。かつてフジサンケイグループを支配した鹿内一族の出身である。
当初の芸名には、「若柳菊」、「菊ひろ子」などの名前で活動。

## 人物
鹿内信隆の長女として東京都中野区に生まれる。弟は鹿内春雄。鹿内宏明は義弟（妹・厚子の夫）。娘はフジテレビプロデューサーの鹿内植。
4歳の頃から若柳流の日本舞踊を習い、11歳で名取、22歳で師範。森村学園初等科・中等科、慶應義塾女子高等学校を経て、慶應義塾大学法学部法律学科を卒業後、舞台女優の道に進む。父・信隆はそれに必ずしも賛成したわけではなかったが、娘の意思が固かったため、フジテレビの株主として関係の深い松竹の役員に後押しを頼んだりした。
その後、舞台だけでは飽きたらなくなり、1967年に若柳菊の芸名で映画「古都憂愁・姉いもうと」でデビュー。1967年度京都記者クラブ新人賞を受賞。1969年に菊ひろ子と改名して「代紋・地獄の盃」に出演。
父母の後押しもあり、フジテレビの番組に数多く出演した。だが、社長の娘が自社の番組に出演するということはあらぬ誤解を招き、公共の電波を私物化しているとの批判も出かねない、放置すれば組織がおかしくなると信隆の側近である石田達郎が進言。信隆が石田の進言を入れ、ひろ子に引退を勧告。1971年に芸能界から遠ざかる。1973年結婚。1女をもうけるが、1978年離婚する。
1980年奈月ひろ子と改名して、カムバック。以後は舞台、テレビドラマを中心に活躍する。

## 出演

### 映画
- 古都憂愁 姉いもうと（1967年）
- なみだ川（1967年）
- 涙でいいの（1969年）
- 代紋・地獄の盃（1969年）
- 恋の乙女川（1969年）
- 関東義兄弟（1970年）
- 暁の挑戦（1971年）
- 226（1989年） - 大久保和喜子
- 女殺油地獄（1992年）

### テレビドラマ
- ポーラ名作劇場 / 香華（1965年、NET）
- 風 第29話「若き祈り」（1968年、TBS）
- 大奥 （1968年、KTV） - 右衛門佐（大奥上臈）
  - 第9話「子別れの唄」
  - 第10話「鼓の音哀し」
- 日本剣客伝「柳生十兵衛」（1968年7月～8月、NET）全4回
- NHK大河ドラマ （NHK）
  - 「竜馬がゆく」（1968年） - 千葉さな子
  - 「峠の群像」（1982年） - 大文字屋里
- 素浪人 花山大吉 第20話「我が子を拾うバカもいた」（1969年、NET） - おきみ
- ライオン奥様劇場 / 香華（1969年、CX）
- 銭形平次 （CX）
  - 第159話「あらくれ馬子唄」（1969年） - お園
  - 第255話「狂った武士道」（1971年） - 俵藤浪江
- おんなの劇場 / 乱舞（1969年、CX）
- 大坂城の女（1970年、KTV）
- 剣豪 第3話「竜馬を斬った凄い奴」（1970年、NET）
- 新・三匹の侍（1970年、CX） - おりは
- 新吾十番勝負 （1970年、KTV）
- 遠山の金さん捕物帳（1970年、NET）第18話「影に追われた男」 - お千世
- 柳生十兵衛 第11話「風神ヶ原の対決」（1970年、CX） - 茜
- 半七捕物帳（1971年、NET）
- 一心太助 第19話「昔より女ならでは」（1972年、CX） - おしん ※菊ひろ子名義
- 必殺シリーズ（ABC / 松竹）
  - 必殺仕事人 第69話「盗り技乱調お神楽刺し」（1980年） - お峰
  - 新・必殺仕事人 第10話「主水純情する」（1981年） - 林妙
- 大江戸捜査網 第472話「悪夢に怯える女」（1980年、12ch） - おしず
- 斬り捨て御免!（12ch）
  - 第1シリーズ 第18話「女たちの仇討ち無情」（1980年） - しの
  - 第2シリーズ 第15話「幽鬼が狙った瓦版」（1981年） - お琴
- 文吾捕物帳 第23話「ほくろ悪女いい女」（1981年、ANB）
- 鬼平犯科帳 第2シリーズ 第19話「高杉道場・三羽烏」（1981年、テレビ朝日 / 東宝） - 砂蟹のおけい
- 御宿かわせみ 第2シリーズ（1982年、NHK） - おとせ
- 平岩弓枝ドラマシリーズ　（CX）
  - 湖水祭（1983年）
  - 女の暦（1984年）
- 水戸黄門 （TBS）
  - 第15部 第17話「美女を狙った天狗騒動-熊野-」（1985年5月20日） - お咲
  - 第27部 第21話「大金持ちの物拾い-与板-」（1999年8月9日） - お琴
- 影の軍団IV（1985年、KTV） - 滝川
  - 第4話「大奥からの依頼人」
  - 第23話「半蔵の尻に火がついた」
- 花嫁衣裳は誰が着る（1986年、CX）
- 木曜ドラマストリート / 女教師「伊豆の踊り子」殺人事件（1986年、CX）
- 水曜ドラマスペシャル / 向田邦子新春スペシャル・麗子の足（1987年、TBS）
- アリエスの乙女たち（1987年、CX） - 磯崎志乃
- 時間ですよふたたび（1987年、TBS）
- 時間ですよたびたび（1988年、TBS）
- 翔んでる!平賀源内 第13話「本日 土用丑の日」（1989年、TBS）
- 男と女のミステリー / 母子変容（1989年、CX）
- ドラマチック22 / ごきげんよう!横断歩道でつかまえて（1990年、TBS）
- なんだらまんだら（1991年、CX）
- 付き馬屋おえん事件帳 第2シリーズ 第11話「親指百両」（1993年、TX）
- 御家人斬九郎（1995年～2001年、CX） - おえん
- ラブジェネレーション（1997年、CX）
- 金曜エンタテイメント / 赤い霊柩車(8)燃える棺（1997年、CX） - 入江加津
- 土曜ワイド劇場 / 温泉若おかみの殺人推理(11)（2002年、ANB） - 山室理紗

### その他
- 一枚の写真（CX）

### 舞台
- 陽暉楼
- 薔薇と海賊
- 明治一代女
- 冬の旅
- 人生は、ガタゴト列車に乗って…
- 小美代姐さん花乱万丈